# David Copeland
David Copeland (* 15. Mai 1976 in Isleworth, London Borough of Hounslow) ist ein britischer Neonazi, der im April 1999 in London innerhalb von 13 Tagen eine Serie von drei Nagelbombenanschlägen verübte, die sich gegen Schwarze, Migranten aus Bangladesch sowie gegen Homosexuelle richteten. Zuvor war der als Nagelbomber von London bekannt gewordene Copeland zeitweise Mitglied der British National Party (BNP) gewesen und hatte sich danach dem National Socialist Movement angeschlossen. Nach widersprüchlichen medizinischen Gutachten zu seiner Schuldfähigkeit wurde Copeland im Jahr 2000 zu sechsfacher lebenslanger Freiheitsstrafe verurteilt und kann nach einer späteren höchstrichterlichen Entscheidung frühestens 2049 entlassen werden.

## Kindheit und Jugend
David Copeland, dessen Vater Ingenieur und dessen Mutter Hausfrau ist, lebte die längste Zeit seiner Kindheit mit seinen Eltern und zwei Brüdern in Yateley in der Grafschaft Hampshire. An der dortigen Yateley School hatte er bei seinem Abgang 1992 sieben General Certificate of Secondary Education (GCSE) erreicht.
Nach seiner Verhaftung 1999 berichtete er den ihn begutachtenden Psychiatern von sadistischen Fantasien, die er im Alter von zwölf Jahren entwickelte. Eine dieser Vorstellungen beinhaltete die Ermordung seiner Klassenkameraden. Ab dem Alter von 13 Jahren begann er, sich für den Nationalsozialismus zu begeistern. Mit 16 Jahren träumte er davon, ein großer, gutaussehender und mächtiger Kommandant der SS mit gefügigen Sex-Sklavinnen zu sein, der Männer foltert und ermordet. Vor dem 19. Lebensjahr entwickelte er eine Faszination für Gewalt.
Nach der Schule hatte er eine Reihe von Arbeitsstellen, die er wieder verlor. Er machte Immigranten für die schwierige Arbeitsmarktlage verantwortlich. Außerdem verübte er kleinkriminelle Delikte und verfiel dem Alkoholismus und der Drogensucht. Sein Vater konnte ihm schließlich eine Arbeit als Ingenieurassistent bei der Londoner U-Bahn vermitteln.

## British National Party
Copeland trat der BNP im Mai 1997 bei. Am 15. September des Jahres nahm er als Ordner an einer geschlossenen Veranstaltung der Partei teil und lernte dort deren Führungsspitze kennen. Nachdem es im Anschluss vor dem Veranstaltungsort zu Auseinandersetzungen mit Gegendemonstranten gekommen war, wurden Copeland und der verletzte damalige Parteivorsitzende John Tyndall nebeneinander stehend fotografiert. Während dieser Zeit las Copeland den von William Luther Pierce verfassten Roman Die Turner-Tagebücher und erlernte aus einer Anleitung in einem sogenannten Terroristen-Handbuch, das er aus dem Internet heruntergeladen hatte, wie man Bomben aus Feuerwerkskörpern mit Weckern als Zeitzünder herstellt. Copeland verließ die BNP wieder, die ihm nicht radikal genug erschien, weil sie sich weigerte, einen paramilitärischen Kampf zu unterstützen.

## National Socialist Movement
1998 trat er dem von David Myatt geführten National Socialist Movement bei, welches als politischer Arm der militanten Organisation Combat 18 galt. Im selben Jahr ließ er sich von einem Allgemeinmediziner untersuchen, dem er sagte, dass er das Gefühl habe, den Verstand zu verlieren, und der ihm ein Antidepressivum verschrieb. Einige Wochen vor den von ihm verübten Anschlägen wurde er regionaler Führer des National Socialist Movement für das Gebiet von Hampshire.

## Anschläge
Copeland stellte die Bomben mit Sprengstoff aus Feuerwerkskörpern her, um die er jeweils bis zu 1500 Stück zehn Zentimeter langer Nägel platzierte.

### Brixton Market
Seinen ersten Anschlag verübte Copeland am Samstag, dem 17. April 1999, im Londoner Stadtbezirk Brixton, in dem viele Schwarze und Afrokariben wohnen. Er steckte die Bombe ins Innere einer neuen, dunkelblauen Sporttasche der gehobenen Marke Head, stellte sie scharf und platzierte sie am Nachmittag auf dem belebten Brixton Market. Dabei wurde er von Überwachungskameras aufgenommen.
Gegen 17:15 Uhr entdeckten drei junge Männer die Tasche an einer Bushaltestelle nahe der Electric Avenue. Die Umstehenden begannen zu diskutieren, was mit der Tasche zu tun sei. Einige Passanten schauten hinein, entdeckten Drähte und vermuteten, dass es sich um eine Bombe handele. Um 17:18 Uhr wurde die Tasche dem Markthändler George Jones übergeben, der sie über die Electric Avenue trug und sie vor dem dortigen Iceland-Supermarkt auf einer Palette abstellte. Jones benachrichtigte mit seinem Mobiltelefon die Polizei. Eine Gruppe von mehr als zwölf Personen hatte sich gebildet, die über die Tasche diskutierten. Das Gerücht, eine Bombe sei in der Nähe, veranlasste einige Besucher des Brixton Market zum Verlassen des Platzes. Einer der Umstehenden nahm das Gerät aus der Tasche und legte es auf die Palette. Ein anderer horchte daran und sagte, dass er ein Ticken hören könne. Der Sicherheitsbedienstete des Iceland-Marktes inspizierte das Gerät und benachrichtigte den Leiter des Iceland-Marktes, welcher um 17:21 Uhr die Polizei anrief.
Nach Angaben des Betreibers eines Obst- und Gemüse-Standes auf dem Brixton-Markt nahm sein 15-jähriger Angestellter Gary Shilling das Gerät und legte es in einen Abfallkorb auf der Hauptstraße, während es nach anderen Angaben auf der Palette verblieb. Zwei Streifenwagen der Polizei trafen um 17:29 Uhr ein. Die Polizisten versuchten, die Anwesenden zur Flucht zu animieren. Die Bombe explodierte kurz darauf um 17:30 Uhr.
Mindestens 45 Personen wurden verletzt, viele von ihnen durch umherfliegende Nägel und Glas schwer. Einem 23 Monate alten Jungen wurde ein Nagel durch die Stirn ins Gehirn getrieben. Zwei Männer im Alter von 61 und 52 Jahren drohten dauerhaft zu erblinden, und zwei weitere Personen erlitten schwere Kopfverletzungen.

### Hanbury Street
Copeland wollte seinen zweiten Anschlag am darauffolgenden Samstag, dem 24. April 1999, ursprünglich gegen einen bekannten Straßenmarkt in der Brick Lane im London Borough of Tower Hamlets richten, dem Zentrum des von bengalischen Einwanderern bewohnten Gebietes im Osten Londons. Er wusste zu diesem Zeitpunkt nicht, dass dieser Markt sonntags und nicht samstags stattfand und die Straße dadurch weniger belebt war. Weil Copeland den Zeitzünder nicht umstellen wollte, hinterließ er die Bombe stattdessen in der Hanbury Street, wo sie explodierte. Dabei wurden 13 Menschen verletzt.

### Old Compton Street
Die dritte und letzte Bombe, welche sich erneut in einer Sporttasche befand, platzierte Copeland am Abend des darauffolgenden Freitags, dem 30. April 1999, am Gebäude des Admiral Duncan Pub in der Old Compton Street, dem Zentrum des Lesben- und Schwulenviertels im Londoner Stadtteil Soho. Die Gaststätten und Straßen waren stark belebt, weil an dem Abend das Wochenende des Bankfeiertags begann. Durch die Explosion der Bombe starben drei Menschen. Insgesamt wurden 79 Personen verletzt, viele davon schwer, vier mussten Gliedmaßen amputiert werden.

## Verhaftung
Die Metropolitan Police Anti-Terrorist Branch erkannte Copeland auf den Videoaufnahmen aus Brixton. Die Bilder wurden am 29. April in vielen Medien veröffentlicht, wodurch Copeland veranlasst wurde, seinen Anschlag auf den Admiral Duncan Pub auf den Freitagabend vorzuziehen. Paul Mifsud, ein Arbeitskollege Copelands, erkannte ihn auf den Aufnahmen und benachrichtigte die Polizei etwa 80 Minuten, bevor die Bombe in der Gaststätte explodierte. Copeland wurde am frühen Morgen des nächsten Tages von der Polizei in seinem gemieteten Zimmer in der Sunnybank Road, Cove, Hampshire, angetroffen und verhaftet. Sofort nachdem er den Polizisten die Wohnungstür geöffnet hatte, gab er zu, die drei Anschläge im Alleingang verübt zu haben. Er zeigte ihnen sein Zimmer, in dem zwei Nazi-Fahnen an der Wand hingen, zusammen mit einer Sammlung von Photographien und Zeitungsberichten über die Anschläge.

## Gerichtsprozess
Copelands Geisteszustand wurde am Broadmoor Hospital in Bracknell Forest begutachtet. Fünf Psychiater meinten, dass er an einer paranoiden Schizophrenie leide, aber die Staatsanwälte waren nicht bereit, einen Antrag auf Schuld an vorsätzlichem Totschlag (Voluntary manslaughter) aufgrund verminderter Schuldfähigkeit zu akzeptieren. Ein sechster Psychiater sagte, dass Copeland eine Persönlichkeitsstörung habe, welche aber seine Schuldfähigkeit nicht ausreichend verringere, um eine Anklage wegen Mordes nach englisch-walisischem Strafrecht zu vermeiden. Copelands Antwortschreiben aus der Untersuchungshaft auf einen Brief des Kriminalautors Bernard O’Mahoney, der sich ihm gegenüber als eine Frau namens Patsy Scanlon ausgegeben hatte, in der Hoffnung, Copeland ein Geständnis entlocken zu können, diente den Staatsanwälten als ein zusätzliches Beweismittel für Copelands Geisteszustand.
Auch die Jury akzeptierte das Plädoyer der Verteidigung auf verminderte Schuldfähigkeit nicht und sprach Copeland des dreifachen Mordes und dreifachen Vergehens des Bombenlegens für schuldig. Am 20. Juni 2000 wurde Copeland zu sechsfacher lebenslanger Freiheitsstrafe verurteilt. Am 2. März 2007 entschied der Oberste Gerichtshof, dass Copeland für mindestens 50 Jahre in Haft bleiben solle, wodurch eine Entlassung vor 2049 ausgeschlossen wird. Auch nach einer eventuellen Entlassung aus dem Gefängnis werde er, so der Richter, für den Rest seines Lebens unter Bewährungsauflagen stehen und gegebenenfalls ins Gefängnis zurückkehren müssen.

## Motive
Copeland beharrte darauf, alleine gehandelt und seine Pläne mit niemand anderem besprochen zu haben. In Verhören durch die Polizei gab er an, neonazistische Ansichten zu haben, und sprach von seinem Verlangen, Angst zu verbreiten und einen Rassenkrieg auszulösen. Er sagte der Polizei:

“My main intent was to spread fear, resentment and hatred throughout this country, it was to cause a racial war. […] If you've read The Turner Diaries, you know the year 2000 there'll be the uprising and all that, racial violence on the streets. My aim was political. It was to cause a racial war in this country. There'd be a backlash from the ethnic minorities, then all the white people will go out and vote BNP.”

„Meine Hauptabsicht war es, Angst, Ressentiments und Hass in diesem Land zu verbreiten, um einen Rassenkrieg auszulösen. […] Wenn Sie die Die Turner-Tagebücher gelesen haben, wissen Sie, dass es im Jahr 2000 einen Aufstand geben wird und all das, rassische Gewalt auf der Straße. Mein Ziel war politisch. Ich wollte einen Rassenkrieg in diesem Land auslösen. Es würde einen Gegenschlag durch die ethnischen Minderheiten geben, dann würden alle weißen Leute losgehen und die BNP wählen.“

Nach seiner Verhaftung schrieb Copeland an den Journalisten Graeme McLagan, verneinte ihm gegenüber, Schizophrenie zu haben, und behauptete, das Zog (Zionist Occupied Government) setze ihn unter Drogen, um ihn unter den Teppich zu kehren. Er schrieb:

“I bomb the blacks, Pakis, degenerates. I would have bombed the Jews as well if I'd got a chance.”

„Ich bombardiere die Schwarzen, Pakistaner und Entarteten. Ich hätte auch die Juden bombardiert, wenn ich eine Gelegenheit gehabt hätte.“

Als ihn die Polizei fragte, warum er Schwarze und Asiaten angegriffen hat, antwortete er:

“Because I don't like them, I want them out of this country, I believe in the master race.”

„Weil ich sie nicht mag, ich möchte sie aus diesem Land heraus haben. Ich glaube an die Herrenrasse.“